# Santa Eulàlia (Waterhouse)
Santa Eulàlia és una pintura a l'oli sobre tela d'estil prerafaelita creada el 1885 per l'artista anglès John William Waterhouse i actualment exposada a la Tate Britain.

## Descripció
Es tracta d'una composició molt atrevida, una de les més inusuals de Waterhouse, i per tant, un dels més sorprenents quadres de la seva producció. El cadàver està en escorç de manera espectacular, i la neu contrasta amb la carn nua de l'Eulàlia, una nena de 12 anys, que sembla singularment fora de lloc per a un quadre de Waterhouse. La seva elecció de la configuració - situar el cadàver a la part davantera i deixant tant llenç central desocupat - és arriscada, però va funcionar: mitjançant la col·locació de totes les figures del fons en la distància, es va concentrar la mirada de l'espectador sobre el cos nu del personatge. La nuesa també va ser innovadora per Waterhouse - una cosa que el podria haver deixat obert a la crítica - però el seu tractament sensible del tema, la joventut de la santa, i el context històric de la pintura li va permetre escapar de la ploma dels crítics. L'ull també és guiat cap a la nena assassinada per l'angle que forma la llança del guàrdia romà, assenyalant les cordes que la lligaven a l'estaca.
Segons la llegenda, es creu que la neu va ser enviada per Déu com a sudari per cobrir la nuesa de la santa; i el colom, vist volant amunt prop de la multitud de dolgudes, indicativa de l'ànima de l'Eulàlia volant cap al cel, es deia que havia volat fora de la seva boca.

## Referències

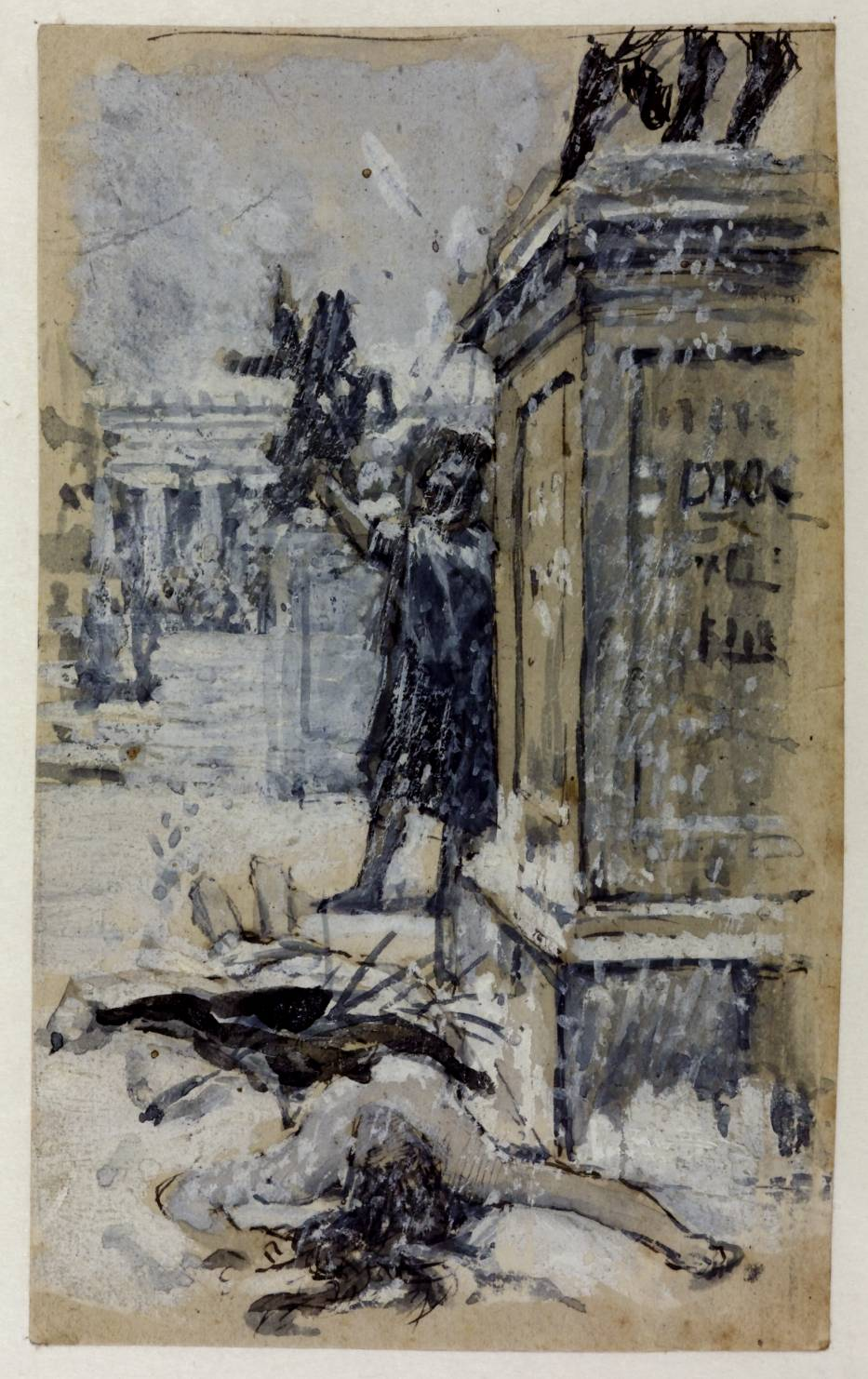
Estudi per Santa Eulàlia